# Anzhi-Arena
El Anzhi-Arena, también puede aparecer escrito como Anji-Arena, (del ruso: Анжи-Арена) es un estadio de fútbol de Kaspiysk, localidad situada a 18 kilómetros de Majachkalá, en la República de Daguestán, Rusia. El estadio tiene una capacidad para 30.000 espectadores sentados y reúne todos los requisitos UEFA. Fue inaugurado el 22 de julio de 2003 y es propiedad del FC Anzhi Makhachkala, club que se encargó de realizar una importante remodelación entre 2011 y 2013.

## Historia
Inicialmente el estadio fue llamado Khazar y fue inaugurado el 22 de julio de 2003. En su apertura, el Anzhi jugó contra el Kuban Krasnodar en un partido de liga que terminó en una victoria por 1-0 para el Anzhi.
Desde que adquirió el club en 2011, Suleyman Kerimov previó la construcción de un estadio que cumpliese con los estándares de la UEFA, ya que el estadio Dynamo no le permitía disputar partidos europeos. La remodelación comenzó en 2011 y se decidió que el nuevo estadio se llamaría Anzhi-Arena.
El 1 de marzo de 2013, la Unión de Fútbol de Rusia realizó una inspección en el nuevo estadio y aprobó su utilización. La inauguración oficial tuvo lugar el 17 de marzo en un partido de la Liga Premier de Rusia contra Krylia Sovetov Samara, que terminó en empate, 1-1.

## Imágenes

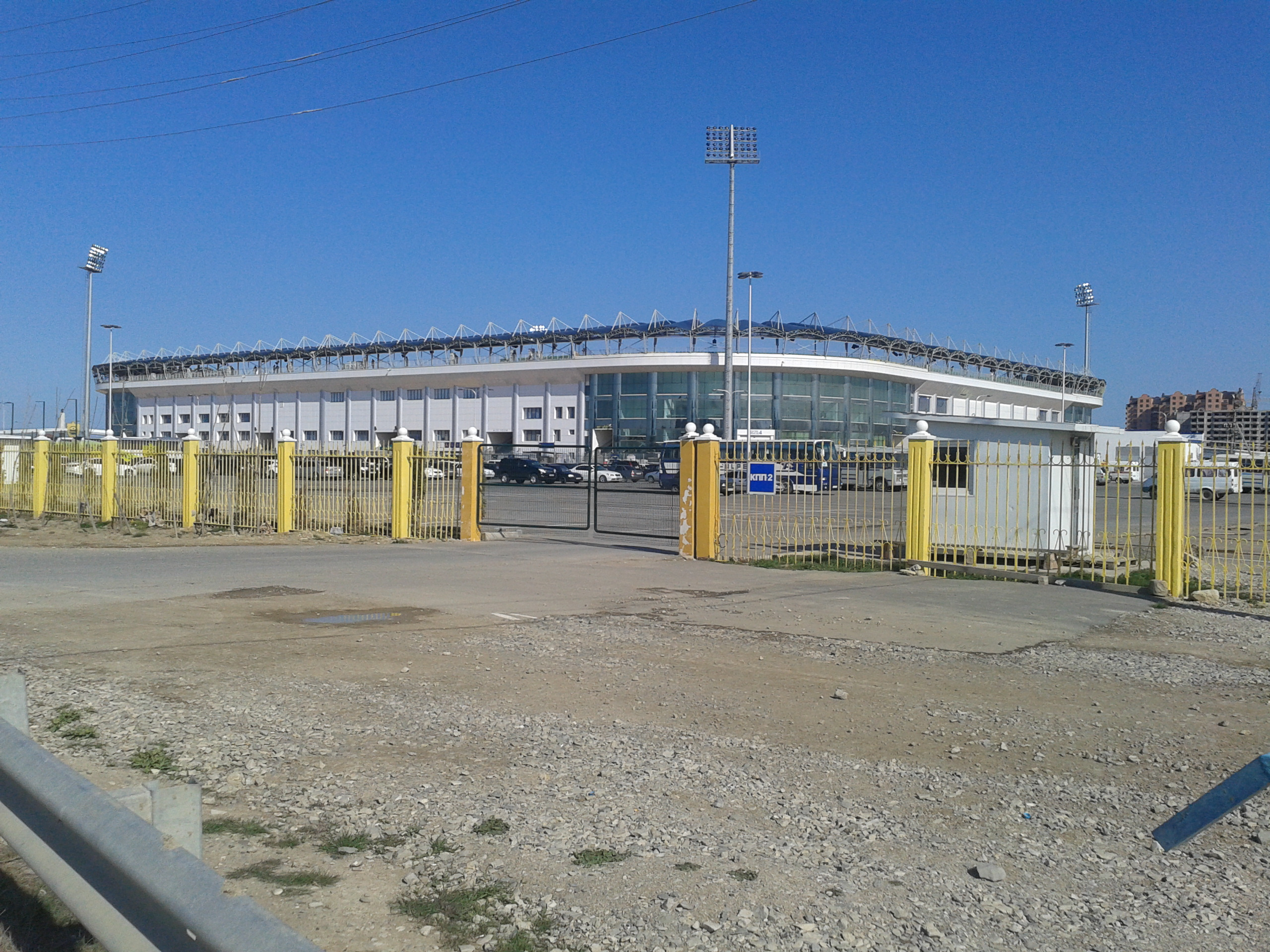
Inmediaciones del estadio.
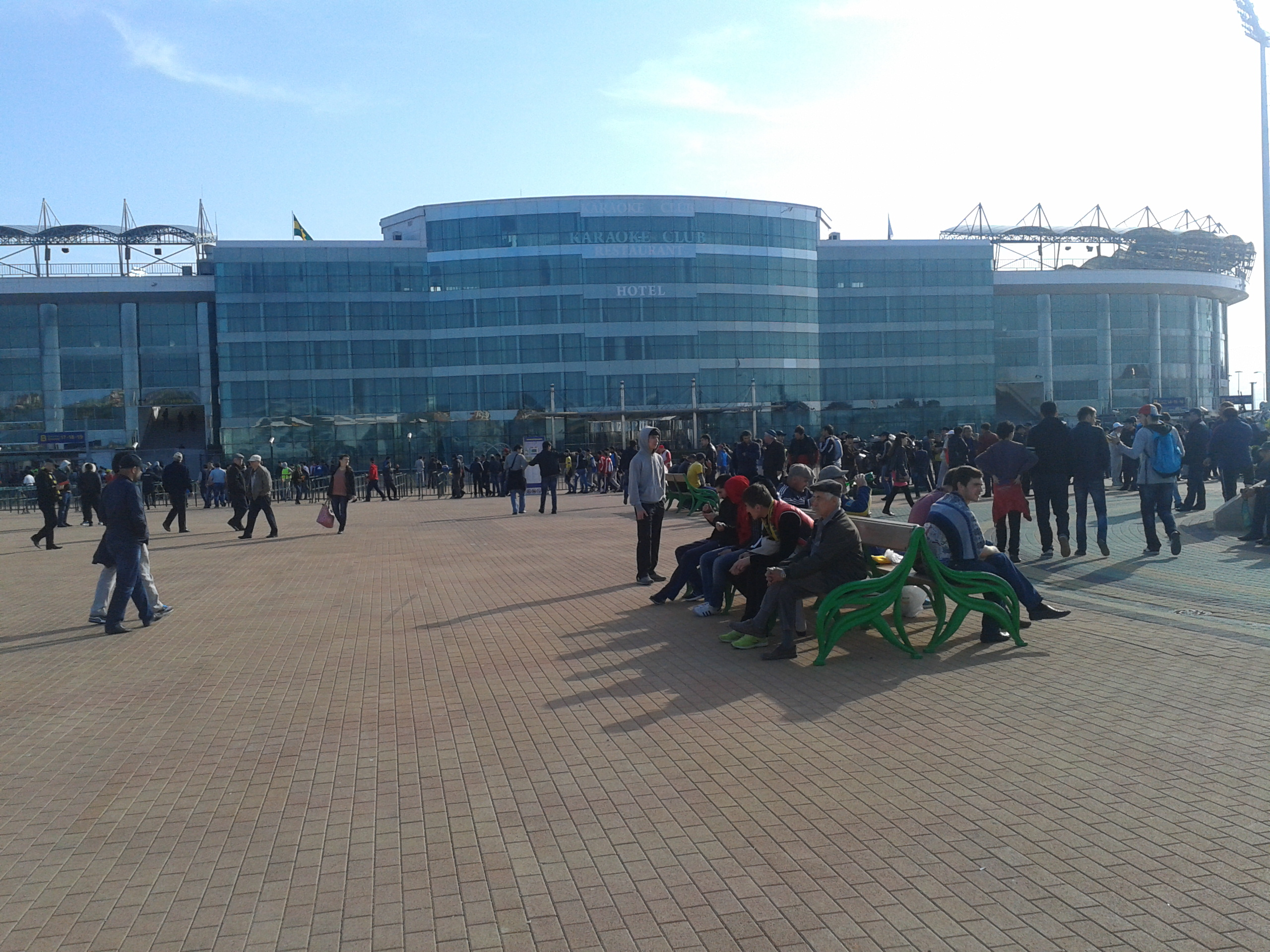